# Smash Mouth
Smash Mouth – amerykańska grupa muzyczna założona w 1994 w San Jose przez Steve’a Harwella, Grega Campa i Paula de Lisle’a, nawiązująca swoim stylem do muzyki z lat. 60. XX wieku.
W 1997 roku, po występach na letnich festiwalach z No Doubt i Beck, zespół postanowił nagrać płytę. Po kilku miesiącach na rynku pojawił się krążek Fush Yu Mang z singlem Walkin’ on the Sun. Album Astro Lounge z roku 1999 okraszony został przebojem „All Star”.
Piosenki Smash Mouth znalazły się na soundtrackach filmów: Shrek oraz Wyścig szczurów.
Zespół przede wszystkim specjalizuje się wykonywaniu kultowych piosenek znanych artystów, m.in. utwór „I’m a Believer” zespołu „The Monkees”, utwór „Why Can’t We Be Friends” zespołu War, kompozycja „Getting Better” zespołu „The Beatles”, czy „Can’t Get Enough of You Baby” formacji „The Four Seasons”. Zespół często nagrywa jeden cover na jeden album studyjny. Największym jak dotąd sukcesem komercyjnym zespołu jest wydany w roku 1999 album „Astro Lounge”.

## Historia

### Początki
Grupa powstała w roku 1994 w San Jose, Kalifornia, z inicjatywy Stevena Harwella (który wcześniej znajdował się w amatorskiej raperskiej kapeli F.O.S., która wydała w całej swojej karierze jeden singiel dostępny tylko na winylu ; menedżerem grupy był Kevin Coleman). Harwell chciał stworzyć „mocny brzmieniowo” zespół, dlatego Coleman zapoznał go z jego przyjaciółmi: Paulem De Lisle’em i Gregiem Campem, którzy z kolei byli związani z lokalną grupą rockową Lackadaddy. Na początku zespół grał styl zwany ska punk, co było popularne w tamtym czasie.
W 1996 roku radiostacja z San Jose KOME puściła demo zespołu, „Nervous in the Alley”. Grupa została zauważona i podpisała kontrakt z Interscope Records.

### OkresFush Yu Mang
W roku 1997 grupa wydała pierwszy longplay, „Fush Yu Mang”, nawiązując jednocześnie do znaków sztuki orientalnej, o czym świadczy projekt okładki albumu. Singlem promującym płytę został utwór „Walkin’ on the Sun”, w którym początkowe riffy zapożyczone są z albumu „The In Sound From Way Out!” artystów Perrey i Kingsley (piosenka „Swan’s Splashdown”). teksty w tej piosence prezentują ironiczny stosunek do wzmożonego w tamtym okresie ruchu hippisowskiego. Album połączył elementy muzyki otwartej, zabawnej z ukrytym mrokiem. Album pokrył się podwójną platyną. Piosenka „Can’t Get Enough of you Baby” została nagrana w roku 1998 i została skomponowana na potrzeby filmu „Can’t Hardly Wait”. Teledysk do tego utworu zawiera sylwetkę i występ Jennifer Love Hewitt.

### Okres Astro Lounge
Smash Mouth wydali swój drugi longplay w roku 1999. Album zmienił nieco styl zespołu – usłyszymy tam trochę stylu retro, dźwięków starych, ale również dużo więcej elektroniki niż na innych albumach. Album jest najlepiej sprzedającą się kompozycją zespołu i największym hitem i sukcesem komercyjnym formacji. Dzięki utworowi „All Star” zespół stał się sławny niemal na całym świecie.
Singlem promującym album był wspomniany utwór „All Star”, który znalazł się na ścieżkach dźwiękowych do takich filmów jak „Shrek” i „Wyścig szczurów”, ale również „Mystery Men” i „Inspektor Gadżet”. Drugim singlem z płyty był „Then the Morning Comes”. Następne były „Stoned” i „Waste”. Album pokrył się potrójną platyną, sprzedano ponad 3 miliony egzemplarzy.
Natychmiast po nagraniu płyty zespół opuścił Kevin Coleman. W czasie trasy koncertowej został chwilowo zastąpiony przez Mitcha Marine, a następnie na kilka lat jego miejsce zajął Michael Urbano.

### Okres Smash Mouth
W 2001 zespół wydał swój trzeci longplay, pt. „Smash Mouth”, ustanawiając singiel „I’m a Believer” utworem promującym całym album. Utwór również znalazł się na soundtracku do filmu „Shrek”. Soundtrack z filmu pojawił się wcześniej niż singel i longplay zespołu, tak więc wiele fanów nieświadomie kupowało soundtrack zamiast albumu. Oprócz „I’m a Believer” singlami zostały utwory: „Holiday in My Head”, „Pacific Coast Party”, i „Shoes n’ Hats”. Album odniósł sukces i pokrył się złotem.

### Okres Get the Picture?
"Get the Picture?” było następnym albumem zespołu, wydanym w roku 2003. Album okazał się wielkim rozczarowaniem, nie został niemal w ogóle zauważony przez media, sprzedano jedynie 33 tysiące egzemplarzy, co było powodem zerwania kontraktu z Interscope Records. Mimo że singiel „You Are My Number One” zwrócił uwagę i pokazywał się w telewizji i radiu, to inne single, np. „Hang On” i „Always Gets Her Way” okazały się niewypałami.

### All Star Smash Hits
W 2005 roku zespół podpisał kontrakt z Universal Records i wydał kolejną płytę będącą kompilacją największych hitów z ostatnich 8 lat – All Star Smash Hits. Piosenki pochodziły z poprzednich albumów zespołu. W tym samym roku, w sierpniu, zespół zagrał na Gumby’s Birthday Celebration.

### Gift of Rock, Summer Girl
W grudniu 2005 roku zespół wydał album „Gift of Rock”, będący zbiorem piosenek wielu gwiazd światowej estrady. Pojawiła się jedna nowa ich własna piosenka – „Baggage Claim”.
Piąty oficjalny studyjny album grupy miał pojawić się na początku 2006 roku. We wrześniu 2005 zespół zaprezentował singiel „Getaway Car”, który miał być piosenką na nowej płycie. Data wydania albumu była przekładana wielokrotnie, Steven Harwell występował wielokrotnie w amerykańskim reality show Surreal Life tłumacząc, dlaczego płyta nie ukazała się jeszcze na światowym rynku. Okazało się, że jakiś czas po nagraniu materiału na nową płytę (która miała się nazywać „Old Habits”), Smash Mouth wrócił do studia aby sprawdzić, czy piosenek nie da się ulepszyć. Tytuł zmieniono, część piosenek zmodyfikowano, zaś nowy album, już pod zmienionym tytułem „Summer Girl” ukazał się 19 września 2006 roku na całym świecie.

### Przeszłość
14 lutego 2006 roku Michael Urbano, perkusista grupy przez ponad 5 lat, opuścił zespół. Jego miejsce zajął Jason Sutter, który w swojej karierze pracował z takimi zespołami jak American Hi-Fi i The Rembrandts. Smash Mouth zezwolił ponadto firmie Sony Pictures na użycie piosenek z płyty „Summer Girl” do filmu „Zoom”.
Zespół stwierdził, że „Old Habits”, czyli „album, który nigdy nie został wydany” ma w sobie dużo rytmów ska, dużo stylu z płyt „Fush Yu Mang” i „The East Bay Sessions”.
Na początku 2007 roku Jason Sutter opuścił Smash Mouth. Jego miejsce zajął Mitch Marine.

### Odejście Grega Campa
W lipcu 2008 Greg Camp, autor większości piosenek zespołu, ponadto gitarzysta opuścił zespół z powodu chęci skupienia się na innych projektach muzycznych, w tym solowych. Zastąpił go Leroy Miller. Mimo tego, że zespół pozostał bez etatowego pisarza tekstów i muzyki, Steven Harwell na łamach swojej strony Myspace zapewnił fanów, że zespół jest w trakcie nagrywania kolejnego albumu i zapowiedział premierę nowego materiału na koniec 2008 roku.

## Styl muzyczny, inspiracje
Styl zespołu jest przedmiotem wielu debat i dyskusji wśród fanów i krytyków muzycznych. Ludzie, którzy znają największe hity zespołu, mogą umieścić styl Smash Mouth w mocnym, lekko zwariowanym brzmieniu lat 60. XX wieku. Jednak styl zespołu jest dużo bardziej skomplikowany.
Większość fanów traktuje ich jako zespół, który zmieniał swój wizerunek i swój styl muzyki w zależności od albumu i wraz z upływem czasu.
"Astro Lounge” łączy dance, techno z wątkami muzyki lat 60. Ma również wątki tzw. „muzyki surfowej”.
"Smash Mouth” było kompilacją nurtów muzycznych. Można się tam doszukać zarówno punka, jak i dance’u („Your Man”). „I’m a Believer” jest powrotem do ideałów muzyki lat 60.
Styl albumu „Get the Picture?” możemy sklasyfikować jako surf/pop/rock.
"Summer Girl” było mieszanką stylów z poprzednich albumów.
Podsumowując, zespół generalnie nawiązuje stylem do wielkich klasyków swoich gatunków (niezależnie od tego jaki on jest). Wystarczy wspomnieć takich klasyków jak: Elvis Presley, Van Halen, The Beatles, Buzzcocks, The Clash, The Beach Boys itp.

## Skład

### Aktualni członkowie
- Zach Goode – wokal (od 2022)[1]

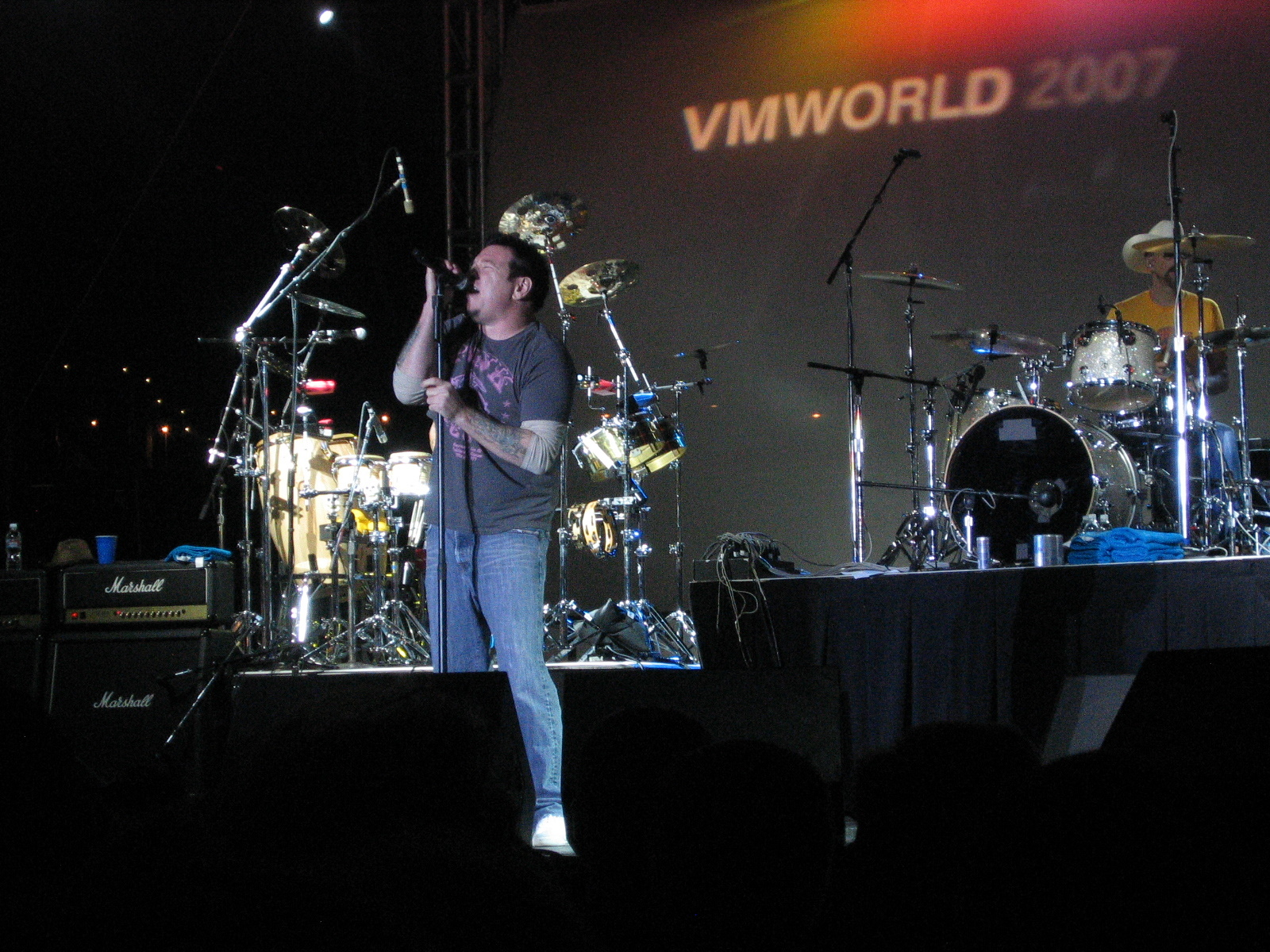
Steve Harwell w trakcie koncertu

- Leroy Miller – gitara, dalszy wokal (od 2008)
- Paul De Lisle – gitara basowa, dalszy wokal (od 1994)
- Mitch Marine – perkusja (1999, od 2007)

### Byli członkowie
- Steven Harwell (zm. 2023[2]) – wokal (1994–2021)[3]
- Kevin Coleman – perkusja (1994–1999)
- Jason Sutter – perkusja (2006–2007)
- Michael Urbano – perkusja (1999–2006)
- Greg Camp – gitara, tylny wokal (1994–2008)

## Dyskografia
- Fush Yu Mang (1997)
- Astro Lounge (1999)
- The East Bay Sessions (1999)
- Smash Mouth (2001)
- Get the Picture? (2003)
- All Star Smash Hits (2005)
- The Gift of Rock (2005)
- Summer Girl (2006)

### Single
- „Walkin’ on the Sun” (1997)
- „The Fonz” 1997
- „Why Can’t We Be Friends” (1998)
- „Can’t Get Enough of You, Baby” (1998)
- „All Star” (1999)
- „Then the Morning Comes” (1999)
- „I’m a Believer” (2001)
- „Pacific Coast Party” (2001)
- „You Are My Number One” (2003)
- „Story of My Life” (2006)
- „So Insane” (2006)